# What For?
What For? är en låt framförd av Aisha. Den är skriven av Jānis Lūsēns och Guntars Račs.
Låten var Lettlands bidrag i Eurovision Song Contest 2010 i Oslo i Norge. I semifinalen den 25 maj slutade den på sjuttonde plats med 11 poäng vilket inte var tillräckligt för att gå vidare till finalen.